# عسر الكتابة
عسر الكتابة يعد نقصًا في القدرة على الكتابة في المقام الأول فيما يتعلق بالكتابة بخط اليد، ولكن كذلك فيما يتعلق بالتماسك أما تعذر الكتابة فهو عبارة عن فقد كامل للقدرة على الكتابة والهجاء أثناء الكتابة. ولا يمكن أن يقوم الأشخاص المصابون بتعذر الكتابة بتحويل حروف اللغة في اللغة المكتوبة. ويحدث كلا الأمرين بغض النظر عن القدرة على القراءة، ولا يتعلقان بالإعاقة الفكرية. ويعد عسر الكتابة إعاقة مرتبطة بالخط، مما يعني أنها اضطراب في الكتابة يقترن بإعاقة الكتابة بخط اليد وترميز قواعد الإملاء أو الكتابة (قواعد الكتابة، عملية تخزين الكلمات المكتوبة ومعالجة الحروف في هذه الكلمات)، وتسلسل الأصابع (حركة العضلات اللازمة للكتابة). وغالبًا ما يتداخل مع إعاقات التعليم الأخرى، مثل إعاقة الخطاب أو اضطراب نقص الانتباه أو اضطراب التناسق الإنمائي. وفي الدليل التشخيصي والإحصائي الرابع للاضطرابات النفسية (DSM-IV)، تتم الإشارة إلى عسر الكتابة على أنه صعوبة في التعلم في فئة التعبيرات المكتوبة عندما تكون القدرات الخاصة بالكتابة لدى الفرد أقل من تلك المتوقعة، مع الأخذ في الاعتبار النظر إلى عمر الشخص من ناحية الذكاء والتعليم المناسب للعمر. ولا يعد الدليل التشخيصي والإحصائي للاضطرابات النفسية واضحًا فيما يتعلق بكون الكتابة تشير فقط إلى المهارات الحركية المضمنة في الكتابة، أم أنها تشتمل كذلك على مهارات قواعد الكتابة والإملاء. وتأتي كلمة عسر الكتابة (dysgraphia) من الكلمتين اللاتينيتين dys والتي تعني «إعاقة» وgraphia التي تعني «كتابة أشكال الحروف باليد».
وهناك مرحلتان، على الأقل، في إجراء الكتابة، وهما مرحلة لغوية ومرحلة الحركة والتعبير والتطبيق العملي. وتشتمل المرحلة اللغوية على ترميز المعلومات الصوتية والمرئية في شكل رموز للحروف والكلمات المكتوبة. ويتم التفكير في ذلك من خلال التلفيف الزاوي. فالتلفيف الزاوي يوفر القواعد اللغوية التي توجه الكتابة. أما المرحلة الحركية فتتم عندما يتم التلفظ بتعبير الكلمات أو حروف اللغة المكتوبة. ويتم التفكير في هذه المرحلة من خلال منطقة كتابة إكسنر (Exner) في الفص الجبهي. ومعظم المرضى المصابين بمرض الحبسة يعانون من شكل من أشكال تعذر الكتابة بسبب الإعاقة التي تظهر في معالجة اللغة والتي تؤثر بشكل مطلق على القدرة على الكتابة.
غالبًا يمكن أن يكتب الأشخاص المصابون بعسر القراءة في مستويات معينة بينما يفتقدون إلى مهارات الحركة الدقيقة الأخرى، على سبيل المثال، يمكنهم أن يجدوا مهمات، مثل ربط رباط الحذاء، صعبة، إلا أن ذلك لا يؤثر على كل مهارات الحركة الدقيقة. غالبًا ما يعاني الأشخاص المصابون بعسر القراءة من صعوبات في الكتابة اليدوية والهجاء والتي يمكن أن تؤدي إلى الإجهاد أثناء الكتابة. ويمكن أن يفتقدوا إلى مهارات النحو والإملاء الأساسية (على سبيل المثال، التعرض لصعوبات مع الحروف p وq وb وd)، وغالبًا ما يقومون بكتابة كلمات خاطئة عند محاولة صياغة أفكارهم على الورق. وغالبًا ما يظهر الاضطراب عندما يتعرض الطفل في البداية للكتابة. ويتعرض البالغون والمراهقون والأطفال على حد سواء لعسر الكتابة.

## التشريح العصبي
غالبًا ما تنجم هذه الإعاقة في أغلب الأحوال من نوع من أنواع الضرر الناشئ في منطقة فيرنيكه لاستقبال الكلام، ومنطقة بروكا للكلام التعبيري ومنطقة إكسنر للكتابة. ويتم تضمين منطقتي إكسنر وبروكا في الأوجه التعبيرية للكتابة، كما تشارك المناطق الصدغية والجدارية في فهم الكلمات المكتوبة. وفي أغلب الأحوال، ينجم تعذر الكتابة عن سكتة دماغية تصيب الفص الزمني أو الجداري الأيسر.
وتشتمل الهياكل المبدئية المضمنة في هذا الاضطراب على الفص الجبهي الأيسر والفص الصدغي الأيسر والفص الجداري الأعلى والأدنى. ومن المفترض أن الفص الصدغي هو الذي يكون مسئولاً عن صور الكلمات المكتوبة من خلال التفاعل مع منطقة فيرنيكه التي تقوم بتحويل هذه الصور إلى حروف لغوية. ثم يتم نقل هذه الحروف اللغوية الحركية إلى منطقتي بروكا وإكسنر من أجل التحويل والتعبير الحركي من خلال اللغة المكتوبة.

## التصنيف
غالبًا، ولكن ليس دائمًا، ما يكون عسر الكتابة مصحوبًا بإعاقات تعليمية أخرى مثل عسر القراءة أو اضطراب نقص الانتباه،© ويمكن أن يؤثر ذلك على نوع تعذر الكتابة الذي يعاني منه الشخص. وهناك ثلاثة أنواع رئيسية يمكن التعرف عليها لتعذر الكتابة. ولا يوجد قدر كبير من المعلومات المتاحة حول الأنواع المختلفة لتعذر الكتابة، ومن المحتمل أنه توجد المزيد من الأنواع الفرعية أكثر من تلك المسرودة أدناه. يمكن أن يعاني بعض الأطفال من مجموعة من نوعين أو أكثر من هذه الأنواع، ويمكن أن تختلف الأعراض المفردة حال ظهورها عن تلك الموضحة أدناه. والعرض الأكثر شيوعًا هو عسر الكتابة / تعذر الكتابة الناجمة عن الأضرار التي تصيب بعض أجزاء قشرة الدماغ الحركية في الفصوص الجدارية.

### ديسليكسيا
يعاني الأشخاص المصابون بديسليكسيا عسر القراءة من كتابة أعمال عفوية لا يمكن فهمها. وتكون المنسوخات التي يقومون بنسخها جيدة بشكل كبير، إلا أن قدرتهم على الإملاء غالبًا ما تكون سيئة. وتكون سرعة تحريك الأصابع لديهم (وهي طريقة لتحديد مشكلات الحركة الدقيقة) عادية، مما يشير إلى أن الخلل من غير المحتمل أن ينجم عن أضرار في المخيخ.
ومع ذلك، غالبًا ما تؤدي الأضرار التي تصيب الفص الجبهي، خصوصًا منطقتي إكسنر وبروكا، إلى حدوث صعوبات في الأوجه الحركية الأساسية للكتابة. ويصبح تكوين الحروف اللغوية مجهدًا، وغير منسق، ويأخذ شكلاً غامضًا للغاية. وغالبًا ما تصيب الإعاقة الكتابة اليدوية المخطوطة بشكل أكبر من الكتابة اليدوية المطبوعة. كما تتأثر القدرة على الهجاء كذلك. وقد لا يتمكن المرضى من الهجاء بشكل صحيح حتى عندما يتم إعطاؤهم حروفًا كبيرة لأغراض التوضيح. كما يتغير اختيار الحروف اللغوية كذلك، وفي بعض الأوقات، يمكن أن يبدو أن المريض قد نسي كيفية تكوين حروف معينة. ويمكن كتابة حروف خاطئة، مما يبدو كما لو أن المريض قد نسي كيفية الهجاء. وفي بعض الأحيان، يمكن أن يقوم المرضى كذلك بإضافة بعض الحروف غير الضرورية أو كتابة الحروف بتسلسل غير طبيعي عند تكوين كلمة مكتوبة. ولا يكون المرضى المصابون بتعذر الكتابة الجبهية، خصوصًا عندما تتضرر منطقة بروكا، قادرين على الكتابة تلقائيًا أو الإملاء. ويمكن أن تصبح الكتابة مشوشة بسبب تكرار نفس الحروف مرات ومرات أو إضافة حركات إضافية إلى الحرف، خصوصًا عند الكتابة بأحرف متصلة.

### الحركة
يحدث عسر الكتابة الحركي بسبب عجز مهارات الحركة الدقيقة أو ضعف المهارات أو ضعف العضلات أو بسبب المشكلات الحركية غير المحددة. ويمكن قبول تكوين الحروف في عينات كتابة قصيرة للغاية، إلا أن ذلك يتطلب جهدًا خارقًا وقدرًا غير معقول من الوقت لإنهائه، ولا يمكن الإبقاء على ذلك لفترة زمنية طويلة. وبشكل إجمالي، يكون من الصعب فهم الأعمال المكتوبة لهؤلاء المرضى حتى إذا تم نسخها من مستند آخر، ويكون الرسم صعبًا. ويكون الهجاء الشفهي لهؤلاء الأفراد طبيعيًا، بينما تكون سرعة تحريك الأصابع لديهم أقل من الطبيعي. ويشير ذلك إلى وجود مشكلات في مهارات الحركة الدقيقة لدى هؤلاء الأفراد. وغالبًا ما تميل الكتابة بسبب الإمساك بالقلم الحبر أو الرصاص بطريقة غير صحيحة.
ويرتبط تعذر الكتابة الصرف في أغلب الأحوال بتضرر الفص الجبهي، إلا أنه يمكن أن ينجم كذلك عن الأضرار التي تصيب الفص الصدغي الأعلى والأدنى. ويتواجد الفص الصدغي الأدنى عند نقطة التقاء الفصوص الدماغية الأربعة، ويعمل كنقطة تكامل لحواس الصوت والرؤية والحركة واللمس لتكوين مفهوم متعدد الوسائط يكون ضروريًا للغة، خصوصًا فيما يتعلق بالفهم والتعبير. ومع حدوث ضرر في الفص الصدغي الأدنى، يصاب الأفراد بصعوبات في برمجة الحركات اللازمة لتكوين الكلمات المكتوبة. وغالبًا ما يخطئ الأفراد المصابون بهذا النوع من تعذر الكتابة في هجاء الكلمات، ويمكن أن يقوموا بإدخال حروف خاطئة أو ترتيب الحروف ترتيبًا أو تسلسلًا خاطئًا عند محاولة الكتابة، ويشبه ذلك تعذر الكتابة بسبب مشكلات الفص الجبهي. وعلى عكس تعذر القراءة بسبب الفص الجبهي، تكون قدرة الفرد على القراءة والحديث وتسمية الأشياء أو الحروف في الغالب سليمة.
وبشكل أكثر شيوعًا، فإن هذا الشكل من أشكال تعذر القراءة ينطوي على الأضرار التي تصيب المناطق الصدغية العلوية والوسطى في نصف الكرة المخية الأيسر و/ أو الفص الصدغي الأدنى. ولا يستطيع الأفراد الكتابة لأن المنطقة المسئولة عن تنظيم الحروف بصريًا تكون مفصولة عن المنطقة التي تتحكم في تحركات (اليد) في الفص الجبهي. ويفترض أن تتواجد البرامج الحركية المرتبطة بتصور وإنتاج اللغة المكتوبة في الفص الصدغي الأدنى في نصف الكرة المخية الأيسر. ويكون عدم قدرة الشخص على الوصول إلى هذه البرامج الحركية هو السبب وراء عجزه عن القدرة على الكتابة. وغالبًا ما تحتوي عينات الكتابة التي يتم توفيرها من خلال الأفراد الذين يعانون من تلف في الفص الصدغي الأدنى على أخطاء في الهجاء وحذف للحروف والتشوهات وتغيير الموضع المكاني الصدغي بالإضافة إلى حالات العكس.
ويعد تعذر الكتابة وتعذر القراءة خللاً ينطوي على عدم القدرة على القراءة وعدم القدرة على الكتابة معًا، أو تغيير القدرة على ترميز وتشفير اللغات المكتوبة. وفي هذا النوع من تعذر الكتابة، لا تتأثر الكتابة والقراءة بشكل متساوٍ. وقد يتمكن بعض الأفراد من التعرف على الحروف المكتوبة، إلا أنهم لا يمكنهم تكوينها. ويمكن أن يقوم بعض الأفراد بتكوين الحروف، إلا أنهم لا يمكنهم القراءة أو التعرف على الحروف. ومثل أشكال تعذر الكتابة البديلة، يعاني المريض المصاب بتعذر الكتابة وتعذر القراءة كذلك من صعوبات في الهجاء، حتى عندما يتم إعطاؤهم حروفًا كبيرة لأغراض التوضيح.
وغالبًا ما يكون السبب في تعذر الكتابة وتعذر القراءة وجود ضرر يشتمل على الفص الصدغي الأدنى في نصف الكرة المخية الأيسر والتلفيف الزاوي (انظر: تعذر القراءة بسبب الفص الصدغي). في هذا الشكل من أشكال تعذر الكتابة، يحدث خلل في السيطرة الحركية تفصل هذا المرض عن تعذر الكتابة الصرف.

## وصلات خارجية
- NINDS Dysgraphia Information Page
- An Online Spelling Correction Resource Assisting Dysgraphia & Dyslexia
- Dysgraphia
- The National Center for Learning Disabilities